# مقتل سيدريك شوفيا
مقتل سيدريك شوفيا هي قضية رأي عام فرنسية انفجرت في 3 يناير 2020، بعد اعتقال عنيف للمواطن الفرنسي سيدريك شوفيا، بعد القاءه أرضا وخنقه من قبل قوات الشرطة في باريس. مما تسبب في وفاته بعد 48 ساعة.

## الوقائع

### تقرير الطب الشرعي
أفاد التقرير الأولي للأطباء الذي أُعطي للعائلة على أن وفاة شوفيا كانت بسبب نقص التأكسج الناجم عن «توقف القلب بعد حرمانه من الأكسجين». كما لاحظ الأطباء كذلك وجود «حالة سابقة في القلب والأوعية الدموية».
فيما بعد، أظهرت العناصر الأولية من تقرير الطب الشرعي لتشريح الجثة أن أصل النوبة القلبية كان الاختناق مع «كسر في الحنجرة» بسبب الخنق. كما أشار التقرير أيضًا إلى ارتفاع مستويات الكوليسترول في الدم وزيادة الوزن.
بناء على ذلك، طلب محامي الأسرة رأي خبير ثانٍ خشية طعن الشرطة في التقرير الأول وتجنب استخراج الجثة في المستقبل.

## النتائج

### الرأي العام
عرفت الحادثة استجابة من قبل الرأي العام الفرنسي، حيث تم التنديد عبر مواقع التواصل الاجتماعي المختلفة من خلال تدشين تغريدة "JusticePourCédric#" (أي العدالة من أجل سيدريك). كما تمت دعوة العموم لمسيرة بيضاء يوم الأحد 12 يناير.
خلال تكريمه تجمع حوالي 500 شخص، انتهى بالقاء خطاب للإمام ليفالوا الذي كان سيدريك شوفيا مقربا منه.

### الجانب السياسي
وفقًا لصحيفة الرأي الفرنسية، تعد الحادثة دراما جديدة تعيق عمل كريستوف كاستانر كوزير للداخلية، وتعقبها متابعة على مستوى عالٍ جدًا. في 9 يناير، قرر المدافع عن الحقوق الوطنية جاك توبون النظر في القضية. في المقابل، أشارت صحيفة Les Inrockuptibles أن هذه اندلاع هذه القضية يتوازى مع تقاعد رئيس الشرطة الوطنية إريك مورفان، المنتقد بشدة بسبب حالات عنف الشرطة إبان عهده.
في 14 يناير، استقبل عائلة الضحية وزير الداخلية الفرنسي كريستوف كاستانر، التي طالبته بتعليق عمل ضباط الشرطة الأربعة الموجودين أثناء اعتقال الضحية، لكن ذلك لم يحصل.
في أعقاب هذه القضية، وبعد نشر مقاطع فيديو تظهر عنف الشرطة الفرنسية في المظاهرات الأخيرة، قرر الرئيس الفرنسي إيمانويل ماكرون استدعاء قوات وزارة الداخلية لاستتباب الأمن والنظام الداخلي. مصرحا «"أتوقع أن يكون لدى رجال الشرطة والدرك لدينا أعلى السلوكيات (...) السلوكيات التي تمت رؤيتها أو الإشارة إليها غير مقبولة"».
في 23 يناير 2020، أعلن النائب الفرنسي فرانسوا روفين في 26 فبراير عن مشروع قانون يقترح حظر «تقنيات الشلل القاتل: وضعية الانحناء ووضع الرقود» سيتم تقديمه في لجنة القانون. في 4 مارس 2020 تم رفض القانون من قبل لجنة القانون وسيتم مناقشته في الجمعية الوطنية في 26 مارس 2020.

### اشكالية الاعتقال في وضع الرقود
تسبب وضع الرقود المستخدم على نطاق واسع لدى الشرطة الفرنسية، في التورط في العديد من حالات الوفيات (منهم لامين ديينج عام 2007، أداما تراوري في عام 2016، بالإضافة إلى اخرين غيرهم.)
تعتبر هذه الممارسة محظورة في العديد من بلدان العالم بسبب خطورتها. في أوائل عام 2019، تم تقديم مشروع قانون لحظرها لكنه رفض. مؤخرا وفي عام 2020، كررت المنظمات الغير الحكومية رغبتها في حظر الممارسة.